# 昭和水産
有限会社昭和水産（しょうわすいさん）は、愛媛県八幡浜市向灘に本社を置く、沖合底曳網漁業、鮮魚及び水産物加工品の製造・販売事業を行う水産会社である。
企業理念は「一魚一会」。

## 概説
本社の置かれる愛媛県八幡浜市、そして山口県下関市において、古くから沖合底引き網漁業（トロール漁業）を行う会社である。
かつて八幡浜市では27統54隻のトロール船が操業していたが、現在は四国で唯一、昭和水産の1統2隻のみ操業している。
また、2019年（令和元年）9月より、およそ30年ぶりの新造船による体制がスタートし、八幡浜市の水産業活性化にさらなる期待が集まっている。

## 沿革[1]
- 大正時代 -  宮本光太郎が打瀬網漁業を創業
- 1948年（昭和23年） - 宮本仁左夫が天神水産株式会社設立（第1・2天神丸）
- 1958年（昭和33年） - 天洋水産に事業承継（第5・6天洋丸）
- 1962年（昭和37年） - 宮本漁業株式会社設立
- 1963年（昭和38年） - 有限会社丸二産業設立（魚函製造、不動産事業等）
- 1964年（昭和39年） - 有限会社昭和水産設立
- 1968年（昭和43年） - 宮本漁業より分離、昭和水産が事業継承（第25・26海幸丸建造）
- 1971年（昭和46年） - 有限会社佐賀水産設立（第1・2仁洋丸）
- 1976年（昭和51年） - 第35・36海幸丸建造
- 1984年（昭和59年） - 第21・22仁洋丸建造
- 1988年（昭和63年） - 第11・12仁洋丸建造
- 1989年（平成元年）  -  第15・16海幸丸建造
- 1991年（平成3年）   - 昭和水産トロール市開設、流通事業部設立
- 1995年（平成7年）   - 第21・22仁洋丸建造
- 1999年（平成11年） - 丸二産業を吸収合併、事業統合
- 2004年（平成16年） - 小売店舗、流通加工センター増改築
- 2013年（平成25年） - 昭和水産トロール市改築、飲食事業開始
- 2014年（平成26年） - 第1・第2網代丸の船舶・漁業権を購入取得、操業を開始
- 2016年（平成28年） - 下関漁港生産力強化緊急対策事業により第1・第2海幸丸のリシップ実施
- 2018年（平成30年） - 同事業により第21・22仁洋丸のリシップ実施
- 2019年（令和元年） - 水産業競争力強化漁船導入支援事業により第15・第16海幸丸建造（代船各125t）

## 事業所・アクセス
本社愛媛県八幡浜市向灘（JR八幡浜駅から車で15分、八幡浜港から車で5分）
支店山口県下関市大和町（JR下関駅から徒歩4分）
直売所愛媛県八幡浜市沖新田（JR八幡浜駅から車で10分、八幡浜港から徒歩5分）